# 蘇霍韋爾希夫卡
51°0′34″N 33°52′8″E / 51.00944°N 33.86889°E
蘇霍韋爾希夫卡（烏克蘭語：Суховерхівка）是位於烏克蘭東北部的村莊，由蘇梅州科諾托普區的布林市鎮負責管轄。該村處於捷爾恩河右岸，距離下薩加里夫卡、德米特里夫卡和戈盧比2公里，海拔高度168米，2001年人口379。